# 西銘駿
西銘 駿（にしめ しゅん、1998年2月20日 - ）は、日本の俳優、タレント、ファッションモデル。本名同じ。沖縄県うるま市出身。オスカープロモーションを経て、G-STAR.PRO所属。男劇団 青山表参道Xの元メンバー。
愛称はしゅんしゅん。第27回ジュノン・スーパーボーイ・コンテストでグランプリを受賞（13520名の中の頂点）。

## 来歴
- 1998年、沖縄県具志川市（現在のうるま市）で生を受け、親の仕事の関係で3歳から5歳まで長野県で過ごす。そして再び沖縄県うるま市に引っ越した。天願小学校[7]、あげな中学校[8]卒業後、芸能人を目指すために単身で上京、叔母の家に住みながら芸能人を目指しつつ東京都内の高校に通う[9]。
- 2014年、高校2年生のときに『第27回ジュノン・スーパーボーイ・コンテスト』でグランプリを獲得[3]。その後は、『JUNON』のモデルを務める[3]。
- 2015年、特撮ドラマ『仮面ライダーゴースト』の主役・天空寺タケル / 仮面ライダーゴースト役でデビューし、ドラマ初出演にして初めて主演に抜擢された[10][3]。
- 2017年11月、オスカープロモーションが創立47年にして初となる男性エンターテイメント集団「男劇団 青山表参道X」を結成し、メンバーとなる[11]。
- 2021年6月末をもってオスカープロモーションを退所し、男劇団 青山表参道Xを退団[12]。同年8月、G-STAR.PROに所属。

## 人物
- ポジティブな性格で、人と接することを好んでいる[13]。
- 小学時代は野球部、中学時代はソフト部に所属。
- 得意なスポーツはソフトボール（ショート、全国大会出場[14][15]）、野球、バスケットボール[1][3]。
- 座右の銘「一度決めたことは諦めない」[1][16]。
- 一つ上の兄と弟がいる。
- 好きな色は青、紺、白[17]。
- 好きなアーティストはMAN WITH A MISSION[18]。
- 尊敬する俳優は佐藤健、三浦翔平、山下智久、竹内涼真[19]。
- YouTube好きでHIKAKIN、はじめしゃちょーファンである[20][21]。
- 好きな食べ物は寿司、たこ焼き、肉、沖縄そば[22]。飲み物はカルピス[23]。

### エピソード
- 沖縄への郷土愛が強いが、本人は色白ゆえに沖縄では修学旅行生に間違われることがあるという[13]。
- 初めてオーディションに応募したのがジュノンスーパーボーイであり、初の沖縄出身者である[13]。そのファイナルでは、沖縄県の民舞エイサーを披露した。
- 『仮面ライダーゴースト』の天空寺タケル役は、グランプリ獲得より数か月という時間でオーディションで初演技かつ主役を射止めた[24]。単独主演としては、佐藤健（『仮面ライダー電王』）と並ぶ最年少タイ記録となった[10]。仮面ライダーシリーズでは初の沖縄出身の主演俳優である[25][13]。また、現役高校生の西銘が起用されたことに伴ってタケルの設定も高校生に変更され[26]、キャラクター像や衣裳も西銘に合わせたものになっている[27]。
- 所属事務所のオスカープロモーションは25歳までの恋愛禁止を通達している[28]ほか、個人へのメッセージ発信も禁止しているが、後者については「難病と闘う病床の息子にゴーストが力を与えてくれた」という母親のツイートを見た西銘がたまらず自分のTwitterで発信したうえ、そのやり取りを知ったテレビ朝日のスタッフが西銘のビデオメッセージを手に子供の病室を訪れることとなった[29][30][31]。テレビ朝日プロデューサーの佐々木基は、この件を通じてヒーローが現実に与える影響力を実感し、しっかりとした作品作りを心がけることをより強く決意したことを述べている[31]。
- 同じ事務所だった藤田ニコルとは同一生年月日[32]。

## 出演
※太字は主演作品。

### テレビドラマ
- 仮面ライダーシリーズ（テレビ朝日）
  - 仮面ライダードライブ 第47話・最終話（2015年9月20日・27日） - 仮面ライダーゴースト（声） 役
  - 仮面ライダーゴースト（2015年10月4日 - 2016年9月25日） - 天空寺タケル / 仮面ライダーゴースト 役[10]
    - 動物戦隊ジュウオウジャー 第7話（2016年3月27日、テレビ朝日）

  - 仮面ライダージオウ EP12 - EP14（2018年11月25日 - 12月9日） - 天空寺タケル / 仮面ライダーゴースト 役（友情出演）[33][34][注 1]
- コック警部の晩餐会（2016年10月20日 - 12月22日、TBS） - 田部歩 役[35]
- 奪い愛、冬（2017年1月20日 - 3月3日、テレビ朝日） - 加藤清 役[36]
- オーファン・ブラック〜七つの遺伝子〜（2017年12月2日 - 2018年1月27日、東海テレビ・フジテレビ系） - 青山薫 役[37]
- CDTVスペシャル! クリスマス音楽祭2017 スペシャル"胸キュン"ドラマ「好き」（2017年12月25日、TBS）[38]
- 未解決の女 警視庁文書捜査官（2018年4月19日 - 6月7日、テレビ朝日） - 吉田治郎 役[39]
  - ドラマスペシャル 未解決の女 警視庁文書捜査官 〜緋色のシグナル〜（2019年4月28日）
- 理系が恋に落ちたので証明してみた。（2018年9月2日 - 23日、テレビ埼玉 他） - 雪村心夜 役（浅川梨奈とW主演）[40]
- カンテレ開局60周年特別ドラマ 僕が笑うと（2019年3月26日、カンテレ・フジテレビ系） - 悟（老婦人の孫） 役
- コンフィデンスマンJP 運勢編（2019年5月18日、フジテレビ） - 公太 役
- Re:フォロワー（2019年10月6日 - 12月15日、ABCテレビ・テレビ朝日系） - 池永一十三 役（塩野瑛久とW主演）[41][42]
- 不倫をコウカイしてます（2020年9月6日・13日、ABCテレビ / 9月13日・27日、テレビ朝日） - 仲村哲治 役[43]
- ざんねんないきもの事典 第9話（2020年12月3日、テレビ東京） - 漆原龍一 役[44]
- グッドモーニング、眠れる獅子（2022年4月23日 - 、ひかりTVチャンネル） - 羽山直斗 役[45]
- イケメン共よ メシを喰え（2022年7月10日 - 9月25日、テレビ大阪・BSテレビ東京） - 片桐夏彦 役[46]
- 連続テレビ小説 ちむどんどん 最終回（2022年9月30日、NHK総合） - 青柳健彦 役[47]
- 科捜研の女 2022 Season22 第5話（2022年11月15日、テレビ朝日） - 岩城達夫 役[48]
- 家政夫のミタゾノ 第6シリーズ 第4話（2023年10月31日、テレビ朝日） - 橘虎彦 役
- 牙狼〈GARO〉ハガネを継ぐ者（2024年1月11日 - 3月28日、TOKYO MX・BS日テレ） - オビ 役[49]
- 相棒 season23 第6話（2024年11月27日、テレビ朝日） - 泉川慎平 役[50]
- ノロイヲアゲル（2025年1月5日 - 3月30日、テレビ東京）[51] - 蒲生俊介 役
- 特捜9 final season 第6話（2025年5月14日、テレビ朝日） - 桜庭潤 役
- Love Sea 〜愛の居場所～（2025年8月12日 - 、フジテレビ） - 楽本愛 役（国上将大とW主演）[52]

### テレビバラエティ
- 雨上がり決死隊のトーク番組 アメトーーク!「仮面ライダー芸人」（2016年8月4日、テレビ朝日） - 天空寺タケル / 仮面ライダーゴースト 役

### 映画
- 仮面ライダーシリーズ（東映）
  - 劇場版 仮面ライダードライブ サプライズ・フューチャー（2015年8月8日） - 仮面ライダーゴーストの声 役[注 2]
  - 仮面ライダー×仮面ライダー ゴースト&ドライブ 超MOVIE大戦ジェネシス（2015年12月12日） - 天空寺タケル / 仮面ライダーゴースト 役（竹内涼真とW主演）[53]
  - 仮面ライダー1号（2016年3月26日） - 天空寺タケル / 仮面ライダーゴースト 役[54]
  - 劇場版 仮面ライダーゴースト 100の眼魂とゴースト運命の瞬間（2016年8月6日） - 天空寺タケル / 仮面ライダーゴースト 役[55]
  - 仮面ライダー平成ジェネレーションズ Dr.パックマン対エグゼイド&ゴーストwithレジェンドライダー（2016年12月10日） - 天空寺タケル / 仮面ライダーゴースト 役（飯島寛騎とW主演）[56]
  - 仮面ライダー平成ジェネレーションズ FINAL ビルド&エグゼイドwithレジェンドライダー（2017年12月9日） - 天空寺タケル / 仮面ライダーゴースト 役[57]
  - 平成仮面ライダー20作記念 仮面ライダー平成ジェネレーションズ FOREVER（2018年12月22日） - 仮面ライダーゴーストの声 役[58]
- 交際記念日（2017年5月1日、VR THEATER） - 太一 役
- 走れ!T校バスケット部（2018年11月3日、東映） - 根来修 役[59]
- 愛唄 -約束のナクヒト-（2019年1月25日、東映） - マサオ 役[60]
- 劇場版 リケ恋〜理系が恋に落ちたので証明してみた。〜（2019年2月1日、エクセレントフィルムズ） - 雪村心夜 役（浅川梨奈とW主演）
- ダウト 嘘つきオトコは誰?（2019年10月4日、キャンター / スターキャット） - 玄野梓 役[61]
- ツナガレラジオ〜僕らの雨降Days〜（2021年2月11日、ローソンエンタテインメント） - アクト 役[62]
- スーパー戦闘 純烈ジャー 追い焚き☆御免（2022年9月1日、東映ビデオ） - 寒川 役
- 妖獣奇譚 ニンジャVSシャーク（2023年4月14日、エクストリーム） - 信助 役（平野宏周とダブル主演）

### ウェブドラマ
- 仮面ライダーシリーズ
  - 仮面ライダーゴースト 伝説!ライダーの魂!（2016年1月15日	- 3月25日、YouTube） - 天空寺タケル / 仮面ライダーゴースト 役[63]
  - 仮面ライダージオウ 補完計画 13.5話（2018年12月2日、東映特撮ファンクラブ） - 天空寺タケル 役
  - 仮面ライダーセイバー×ゴースト（2021年5月23日、東映特撮ファンクラブ） - 天空寺タケル / 仮面ライダーゴースト 役（内藤秀一郎とW主演）[64]
  - 仮面ライダースペクター×ブレイズ（2021年6月27日、東映特撮ファンクラブ） - 天空寺タケル 役[65]
- 男劇団 青山表参道X ～〇〇な会議室～（2020年11月1日、シアターコンプレックス）[66]
  - エピソード1「ナルシス君」 - 黒澤昭 役
  - エピソード5「二人の密約」 - 座間三朗 役
- グッドモーニング、眠れる獅子（2022年4月23日配信、ひかりTV） - 羽山直斗 役[67]
- 妄信リスナー 闇落ち配信者への逆襲（2024年、BUMP）- ラビ 役
- ラブデスゲーム（2025年、BUMP）

### オリジナルビデオ
- 仮面ライダーシリーズ
  - 仮面ライダーゴースト 一休眼魂争奪!とんち勝負（バトル）!!（2015年） - 天空寺タケル / 仮面ライダーゴースト 役
  - てれびくん超バトルDVD 仮面ライダーゴースト 一休入魂!めざめよ!オレのとんち力!!（2016年） - 天空寺タケル / 仮面ライダーゴースト 役
  - 仮面ライダーゴースト アラン英雄伝 第二章 - 最終章（2016年 - 2017年） - 天空寺タケル 役
  - てれびくん超バトルDVD 仮面ライダーゴースト 真相!英雄眼魂のひみつ!（2016年） - 天空寺タケル / 仮面ライダーゴースト 役
  - ゴースト RE:BIRTH 仮面ライダースペクター（2017年4月19日） - 天空寺タケル 役[68]

### 舞台
- 里見八犬伝（2017年4月15日 - 5月31日、千葉県南総文化ホール 大ホール 他） - 犬江親兵衛 役
- おおきく振りかぶって - 三橋廉 役
  - 初演（2018年2月2日 - 12日、サンシャイン劇場）
  - 夏の大会編（2018年9月6日 - 30日、サンシャイン劇場 他）
  - 再演／秋の大会編（2020年2月14日 - 24日、サンシャイン劇場）
- 男劇団 青山表参道X 旗揚げ公演『SHIRO TORA 〜beyond the time〜』（2018年6月14日 - 17日、AiiA 2.5 Theater Tokyo） - 伊東悌次郎 役[69]
- ダンガンロンパ3 THE STAGE 2018 〜The End of 希望ヶ峰学園〜（2018年7月20日 - 8月13日、サンシャイン劇場 他） - 苗木誠 役
- 演劇集団Z-Lion 東京・名古屋・大阪公演2019「a Novel 文書く show」（2019年5月29日 - 6月9日、俳優座劇場 他） - 長嶋あつし 役
- 男劇団 青山表参道X 第2回公演「ENDLESS REPEATERS –エンドレスリピーターズ-」（2019年7月20日 - 28日、品川プリンスホテル クラブeX） - 犬飼柊人・熊谷栄作 役
- 100点un・チョイス！ 第10回公演「team」（2019年11月27日 - 12月8日、シアターサンモール） - 武田一真 役
- 舞台「タンブリング」（2020年4月19日 - 5月10日、赤坂ACTシアター 他） - 北島晴彦 役 ※新型コロナウイルス感染症の流行の影響で中止。グッズのみ販売。
- 舞台版「Re:フォロワー」（2020年6月12日 - 29日、EX THEATER ROPPONGI 他） - 池永一十三 役 ※新型コロナウイルス感染症の流行の影響で中止。グッズのみ販売。
- 舞台『MARGINAL#4』 BIG BANG STAGE（2022年2月23日 - 27日、ヒューリックホール東京） - 桐原アトム 役[70]
- Flying Trip vol.18「ギミトリックバード」（2022年7月13日 - 21日、こくみん共済 coop ホール / スペース・ゼロ）[71]
- 舞台「モノノ怪〜座敷童子〜」（2024年3月21日 - 24日、IMM THEATER / 3月29日 - 31日、COOL JAPAN PARK OSAKA WWホール / 4月4日 - 7日、IMM THEATER） - 徳次 役（白又敦とWキャスト）[72][73]
- 舞台「野球」飛行機雲のホームラン 〜Homerun of Contrail（2024年6月22日 - 30日、天王洲 銀河劇場 / 7月6日・7日、サンケイホールブリーゼ） - 浜岡喜千男 役[74][75]
- 舞台「東京リベンジャーズ」-天竺編-（2024年8月29日 - 31日、森ノ宮ピロティホール / 9月4日 - 16日、IMM THEATER） - 乾青宗 役[76]
  - 舞台「東京リベンジャーズ」-The LAST LEAP-（2025年6月26日 - 29日、COOL JAPAN PARK OSAKA WWホール / 7月3日 - 10日、KAAT神奈川芸術劇場 ホール）[77]

### CM
- 大塚製薬「オロナミンC」（2016年）
- 雪印メグミルク「濃厚ミルク仕立て」（2017年）
- LINE CM「ワンチャンワンドキ！JK用語でJKの一日を再現してみた」（2017年） - りょうま 役[78]

### MV
- 降幡愛「パープルアイシャドウ」（2020年11月16日）[79]
- BüG-TRIPPER「アキカゼ」（2021年12月1日）[80]

### 雑誌
- JUNON（2014年7月号 - 毎月）

### ゲーム
- 仮面ライダーシリーズ - 天空寺タケル / 仮面ライダーゴースト 役
  - 仮面ライダーバトル ガンバライジング（2015年10月31日、アーケード）
  - 仮面ライダー ストームヒーローズ 新たなる覚醒（2015年12月1日、Android・iOS）
  - 仮面ライダー バトライド・ウォー 創生（2016年2月25日、PS4・PS3・PS Vita）[81]
  - 仮面ライダー ブットバソウル（2016年8月4日、アーケード）[82]
  - オール仮面ライダー ライダーレボリューション（2016年12月1日、3DS）
  - 仮面ライダー クライマックスファイターズ（2017年12月7日、PS4）
  - 仮面ライダー クライマックススクランブル ジオウ（2018年11月29日、Nintendo Switch）
  - 仮面ライダーバトル ガンバレジェンズ（2023年、アーケード）

### ボイスドラマ
- Ring A Ling Hello? -with hiroto-（2020年10月16日、DLsiteがるまに） - 辻元大翔 役[83]

### イベント
- 男劇団 青山表参道X Fan Event
  - 1st Fan Event 〜 X'mas Party（2017年12月25日、原宿QUEST HALL）[84]
  - 2nd Fan Event〜ファンクラブ結成記念！ここから盛り上がっていくぞー！〜（2018年2月24日、原宿QUEST HALL）[85]
  - 3rd Fan Event 〜Happy White Day2018〜（2018年3月12日、品川 THE GRAND HALL） [86]

### インターネット
- 西銘駿×ザテレビジョン「にしめんらんど」（2020年10月17日 - 2021年6月26日、ニコニコチャンネル）[87][88]

### 玩具
- 仮面ライダーゴースト DXムゲンゴーストアイコン（2016年6月） - 天空寺タケル 役

### その他
- 仮面ライダーゴースト ライダーコール（声）[89]

### 写真集
- SHUN（2016年8月19日、主婦と生活社）ISBN 978-4-391-14908-1
- 西銘駿×飯島寛騎 PHOTO BOOK Today’s Fun!（2018年11月16日、講談社）ISBN 978-4-06-513585-3